# 南坤镇
南坤镇，是中华人民共和国海南省屯昌县下辖的一个乡镇级行政单位。

## 行政区划
南坤镇下辖以下地区：
南坤社区、南老村、加总村、石雷村、山塘村、坡寮村、石岭村、大朗村、太安村、藤寨村、新风村、新村、松坡村、岭坡村、岭肚村、周朝村、曙光村、坡林村、黄岭村、炉村、榕仔村、石坡村、吕狗村、长圮村、古寨村和南电村。